# Sweethearts on Parade
Pour plus de détails, voir Fiche technique et Distribution.
Sweethearts on Parade est un film américain réalisé par Allan Dwan, sorti en 1953.

## Synopsis
Dans les années 1870, à Kokomo (Indiana). Sylvia Townsend vit avec sa mère Kathleen, qui enseigne la musique aux enfants de la ville. Kathleen est courtisée par le docteur, Harold Wayne, dont le fils est amoureux de Sylvia. 
Sylvia, qui n'a jamais connu son père, dit à Kathleen qu'elle devrait se remarier car elle est en manque d'une figure paternelle. Restée seule, Kathleen se remémore sa jeunesse en tant que chanteuse lors d'une représentation de l'opéra The Bohemian Girl, elle était alors mariée à son partenaire Cam Ellerby. Après la naissance de Sylvia, Cam était devenu infidèle et Kathleen l'avait quitté pour s'installer avec sa fille à Kokomo. Sa rêverie est interrompue par l'arrivée du Ogalla Remedy Medicine Show. 
Il s'avère que le propriétaire de ce show n'est autre que Cam Ellerby. Kathleen va finir par repartir avec lui, Sylvia étant elle entre-temps tombée amoureuse de Bill Gamble, un membre de la troupe.

## Fiche technique
- Titre original : Sweethearts on Parade
- Réalisation : Allan Dwan
- Scénario : Houston Branch
- Direction artistique : James W. Sullivan (en)
- Décors : John McCarthy Jr. (en), James Redd
- Costumes : Adele Palmer
- Photographie : Reggie Lanning
- Son : Dick Taylor, Howard Wilson, J.A. Stransky Jr.
- Montage : Fred Allen
- Musique : Robert Armbruster (en)
- Direction musicale : Robert Armbruster (en)
- Chorégraphie : Nicholas Castle
- Production : Herbert J. Yates
- Société de production : Republic Pictures
- Société de distribution :  Republic Pictures ;  Minerva Film
- Pays de production :  États-Unis
- Langue originale : anglais
- Format : couleur (Trucolor) — 35 mm — 1,37:1 — son mono
- Genre : film musical
- Durée : 90 minutes
- Dates de sortie : États-Unis : 15 juillet 1953

## Distribution
- Ray Middleton : Cam Ellerby
- Lucille Norman : Kathleen Townsend
- Eileen Christy : Sylvia Townsend
- Bill Shirley : Bill Gamble
- Estelita Rodriguez : Lolita Lamont
- Clinton Sundberg : docteur Harold Wayne
- Leon Tyler : Tommy Wayne

## Chansons du film
- Long Long Ago : paroles et musique de Thomas Haynes Bayly
- Mating Time : musique de Johann Strauss, paroles d'Allan Dwan
- Then You'll Remember Me (extrait de l'opéra The Bohemian Girl) : musique de Michael William Balfe, livret d'Alfred Bunn, adapté par Robert Armbruster, paroles d'Allan Dwan
- A Rovin' : air traditionnel, paroles d'Allan Dwan
- Regnava nel silencio (extrait de l'opéra Lucia di Lammermoor) : musique de Gaetano Donizetti, livret de Salvadore Cammarano
- Cindy, I Wish I Was Single Again : chansons traditionnelles
- The Blue Juniata : paroles et musique de Marion Dix Sullivan
- Molly Darlin' : paroles et musique de William Shakespeare Hays
- Ah, So Pure (extrait de l'opéra Martha), musique de Friedrich von Flotow, livret de Friedrich Wilhelm Riese, paroles de Robert Armbruster
- Nelly Bly : paroles et musique de Stephen Collins Foster
- Flow Gently, Sweet Afton : musique de James E. Spilman, paroles de Robert Burns
- Young Love : musique de Franz von Suppé, paroles de Robert Armbruster
- In the Evening by the Moonlight : paroles et  musique de James Bland
- Ah non giunge (extrait de l'opéra La sonnambula) : musique de Vincenzo Bellini, livret de Felice Romani
- Kathleen Mavourneen : musique de Frederick William Nichols Crouch, paroles d'Annie Crawford
- Romance : musique d'Anton Rubinstein, paroles de Robert Armbruster et Lucille Norman
- Sweet Genevieve : musique d'Henry Tucker, lyrics de George Cooper
- Love Is a Pain : chanson traditionnelle, adaptée par Robert Armbruster, paroles d'Allan Dwan
- Wanderin' : air traditionnel, paroles d'Allan Dwan
- You Naughty, Naughty Men : musique de G. Bicknell, paroles de T. Kennick